# فگارس د لا سلبا
فگارس د لا سلبا (به اسپانیایی: Fogars de la Selva) یک شهرستان در اسپانیا است که در بارسلون واقع شده‌است.

## خصوصیات
فگارس د لا سلبا ۳۲٫۱۲ کیلومترمربع مساحت و ۱٬۴۳۷ نفر جمعیت دارد و ۴۵ متر بالاتر از سطح دریا واقع شده‌است.